# 11876 Doncarpenter
11876 Doncarpenter este un asteroid din centura principală de asteroizi.

## Descriere
11876 Doncarpenter este un asteroid din centura principală de asteroizi. A fost descoperit pe 2 martie 1990 la Observatorul La Silla de Eric Walter Elst. Asteroidul prezintă o orbită caracterizată de o semiaxă mare de 2,43 ua, o excentricitate de 0,16 și o înclinație de 5,4° în raport cu ecliptica.